# Josephine Tey
Josephine Tey, właśc. Elizabeth Mackintosh (ur. 25 lipca 1896 w Inverness, zm. 13 lutego 1952 w Londynie) – szkocka pisarka, autorka powieści detektywistycznych, historycznych i sztuk teatralnych. Posługiwała się dwoma pseudonimami literackimi: „Josephine Tey” i „Gordon Daviot”. Z wykształcenia była nauczycielką wychowania fizycznego.

## Życiorys
Elizabeth Mackintosh urodziła się w Inverness w Szkocji jako najstarsza z trzech córek Josephine z domu Horne i Colina Mackintosha, właścicieli sklepów z owocami. Uczęszczała do Inverness Royal Academy – szkoły, której historia sięga XIII wieku. 
W 1914 roku zapisała się  do Anstey Physical Training College w Erdington, pionierskiej szkoły wychowania fizycznego dla dziewcząt, założonej w 1897 r. przez feministkę Rhodę Anstey. Podczas I wojny światowej, jeszcze jako studentka, prowadziła ćwiczenia gimnastyczne dla robotnic w fabryce, podczas wakacji pracowała jako woluntariuszka w domu dla rekonwalescentów wojennych w Inverness.
Od 1917 r. pracowała jako fizjoterapeutka, uczyła gimnastyki w szkołach w Anglii i w Szkocji. W 1923 r., zmuszona sytuacją rodzinną, wróciła do Inverness. 24 czerwca 1923 zmarła na raka matka. Po jej śmierci Elizabeth przejęła prowadzenie domu. Pozostała z ojcem, aż do jego śmierci 25 września 1950.
Pisała od dzieciństwa. Mieszkając w Inverness, zaczęła publikować  opowiadania i wiersze w prasie szkockiej i angielskiej. W 1929 r. jako Gordon Daviot opublikowała swą pierwszą powieść detektywistyczną The Man in the Queue (Mężczyzna w kolejce). (Daviot to nazwa pobliskiej miejscowości, gdzie jej rodzina lubiła spędzać  wakacje.) Zadedykowała ją Brisenie (swojej maszynie do pisania), „która ją faktycznie napisała”. Pod pseudonimem Josephine Tey, który utworzyła z imienia matki i nazwiska angielskiej praprababki z Suffolk, opublikowała swą drugą powieść detektywistyczną A Shilling for Candles (Szylinga – na świece). W powieściach tych wprowadziła postać inspektora Alana Granta, sympatycznego detektywa ze Scotland Yardu.
Obok powieści detektywistycznych pisała sztuki teatralne, z których tylko cztery zostały wystawione za jej życia. Największą popularnością cieszył się Richard of Bordeaux, którego premiera miała miejsce w 1932 r. w New Theatre (obecnie Noel Coward Theatre) w Londynie. Reżyserem i odtwórcą głównej roli był młody i mało jeszcze znany John Gielgud. Sztuka ta opowiada o królu Ryszardzie II i jego małżeństwie z Anną Czeską.
W tym samym teatrze wystawiono także: The Laughing Woman (1934) – o francuskim rzeźbiarzu Henri Gaudier-Brzeskim i Queen of Scots (1934) o królowej Marii Stuart. Czwarta sztukaThe Stars Bow Down, opublikowana w 1939 r., wystawiona w 1949 r. na festiwalu w Malvern, opowiada o Świętym Józefie i jego braciach. Zarówno w sztukach historycznych, jak i tych o tematyce biblijnej postaci używają współczesnego, wręcz kolokwialnego języka.
Przedostatnia powieść The Privateer opowiada o życiu Henry’ego Morgana, słynnego walijskiego korsarza, który ostatecznie osiadł w Jamajce i został jej wicegubernatorem. Opublikowana pośmiertnie powieść kryminalna The Singing Sands zawiera odniesienia do Wabar, słynącego niegdyś z pałaców i świątyń o pozłacanych kolumnach miasta na pustyni Ar-Rab al-Chali, zaginionego na początku naszej ery.
W 1951 r., kiedy wiedziała już, że jest śmiertelnie chora, zamieszkała w Londynie w domu siostry Mary. Zmarła na raka wątroby 13 lutego 1952. Wiadomość o jej śmierci zaskoczyła przyjaciół pisarki, o czym pisze we wspomnieniach John Gielgud.  

## Twórczość

### Powieści
- Kif: An Unvarnished History (1929) – jako Gordon Daviot
- The Expensive Halo (1931)
- Claverhouse (1937) – jako Gordon Daviot
- Miss Pym Disposes (1946) – wyd. pol. Trudna decyzja panny Pym, Iskry 1970, tłum. Zofia Uhrynowska
- Brat Farrar lub Come and Kill Me (1949) – wyd. pol. Bartłomiej Farrar, Iskry • Klub Srebrnego Klucza 1978, tłum. Jadwiga Olędzka
- The Privateer (1952)

Cykl z inspektorem Alanem Grantem
- The Man in the Queue lub Killer in the Crowd (1929) – wyd. pol. Morderstwo przed teatrem, Czytelnik 1967, tłum. Irena Doleżal-Nowicka
- A Shilling for Candles (1936) – wyd. pol. Młody i niewinny, C&T 2011, tłum. Ewa Rudolf
- The Franchise Affair (1948) – wyd. pol. Zaginęła Betty Kane, Marpress 1992, tłum. Wojsław Brydak
- To Love and Be Wise (1950) – wyd. pol. Serce dla sprawy, C&T 2011, tłum. Ewa Rudolf
- The Daughter of Time (1951) – wyd. pol. Córka czasu, Czytelnik 1974, tłum. Krystyna Jurasz-Dąmbska
- The Singing Sands (1952) – wyd. pol. Tam piaski śpiewają, Iskry • Klub Srebrnego Klucza 1977, tłum. Krzysztof W. Malinowski

### Sztuki teatralne
Jako Gordon Daviot
- Richard of Bordeaux (1932)
- The Laughing Woman (1934)
- Queen of Scots (1934)
- The Stars Bow Down (1939)
- Leith Sands i in. (1946) – jednoaktówki
- The Little Dry Thorn (1947)
- Valerious (1948)

## Ekranizacje
- Młody i niewinny (Young and Innocent), reż. Alfred Hitchcock, 1937
- The Franchise Affair, reż. Lawrence Huntington, 1951 – na podstawie powieści Zaginęła Betty Kane
- Paranoiac, reż. Freddie Francis, 1963 – na podstawie powieści Bartłomiej Farrar